# 柏林军械库

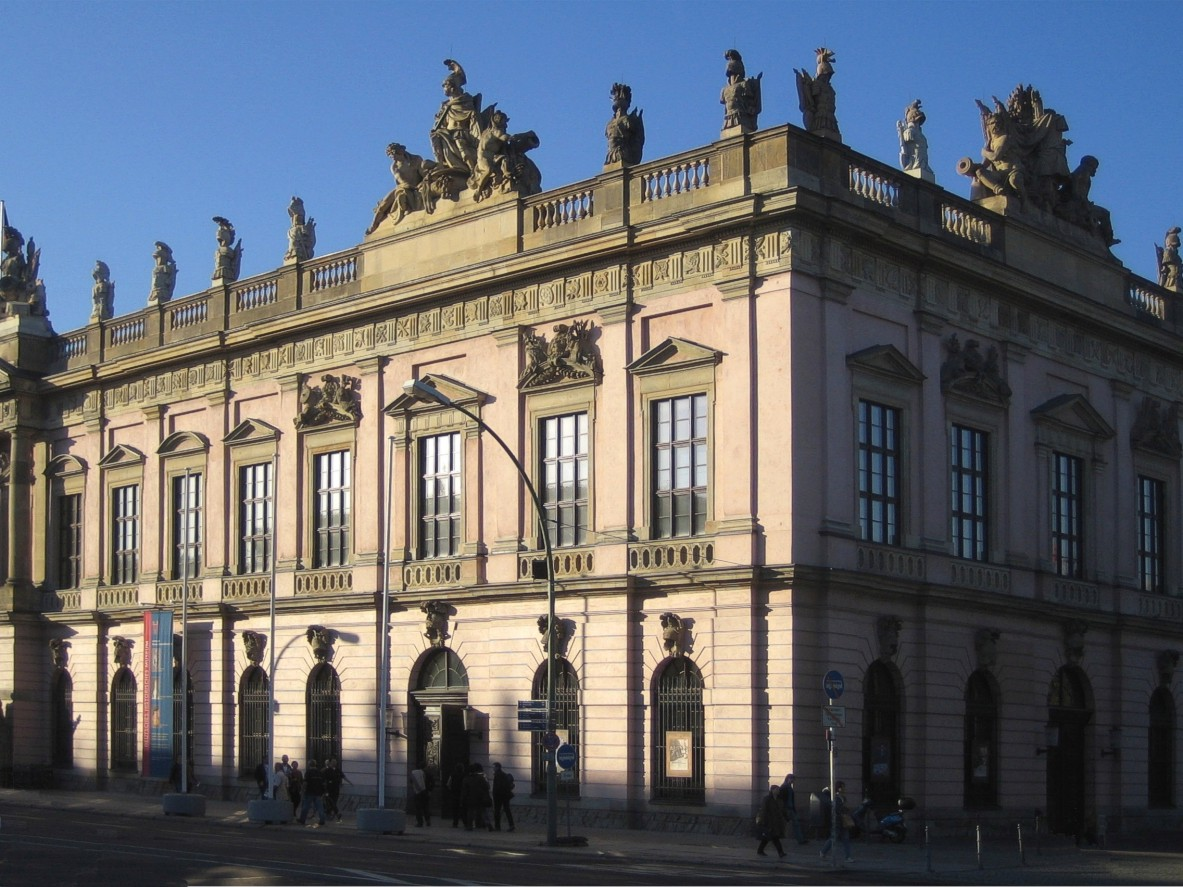
柏林军械库

柏林军械库（Zeughaus）是柏林菩提树下大街最古老的建筑，由勃兰登堡选帝侯腓特烈三世兴建于1695年和1730年之间，巴洛克风格，作为炮兵兵工厂使用。第一位建筑师是Johann Arnold Nering。他在1695年去世后，先后由马丁·格伦伯格（Martin Grünberg）、安德烈亚斯·施吕特（Andreas Schlüter）和让·德博特（Jean de Bodt）接替。
这座建筑在1875年变成了军事博物馆。柏林军械库在二战时期受到严重损毁。从1949年至1965年，柏林军械库得到重建，内部是完全重新设计的。1952年，德意志民主共和国政府在柏林军械库开设了德国历史博物馆（Museum für Deutsche Geschichte），以共产党的观点介绍德国历史，特别是现代史。今天，柏林军械库是德国历史博物馆（Deutsches Historisches Museum）的馆址。